# Ryan Lewis
Ryan Sandler Lewis (Spokane, Washington, 25 de marzo de 1988) es un productor musical, pinchadiscos, director de videoclips, fotógrafo, Diseño gráfico y músico estadounidense. Aparte de producir su propio álbum, titulado Instrumentals, Lewis produjo los discos The VS. EP (2009), The Heist (2012) y This Unruly Mess I've 
Made (2016) como resultado de su colaboración con Macklemore. Lewis produjo, grabó y mezcló todas las canciones del dúo, dirigió los videos de «Same Love», «Thrift Shop», «And We Danced», «Otherside (Remix)» y «Can't Hold Us» y diseñó las gráficas promocionales de los proyectos.

## Biografía
Ryan Lewis acudió a la secundaria Ferris en Spokane, Washington, pero se graduó de la secundaria Roosevelt en Seattle. Posteriormente, egresó de la Universidad de Washington especializándose en Historia Comparativa de Ideas.
A temprana edad tocaba la guitarra en bandas de rock antes de involucrarse en la producción de audio. Lewis cultivó su pasión por la producción y la fotografía cuando tenía quince años. Se convirtió en un fotógrafo profesional y comenzó a tomar imágenes para el rapero Macklemore en el año 2006. Ambos se hicieron buenos amigos y a fines del 2008, después de terminar solo un par de canciones, decidieron realizar un proyecto colaborativo del que surgió el álbum The VS. EP.

## Vida personal
Tiene una hija con su esposa Jackie llamada Ramona Rae, quien nació el 12 de junio de 2019.